# Ferrières (Manche)
Ferrières is een plaats en voormalige gemeente in het Franse departement Manche in de regio Normandië en telt 51 inwoners (2013). De plaats maakt deel uit van het arrondissement Avranches.

## Geschiedenis
Ferrières maakte onderdeel uit van het kanton Le Teilleul tot dat op 22 maart 2015 werd opgeheven. De gemeente werd hierop overgeheveld naar het op die dag gevormde kanton Le Mortainais. Op 1 januari 2016 werd Ferrières, net als Heussé, Husson en Sainte-Marie-du-Bois, opgenomen in de gemeente Le Teilleul, die hiermee de status van commune nouvelle kreeg.

## Geografie
De oppervlakte van Ferrières bedraagt 3,51 km².
De onderstaande kaart toont de ligging van Ferrières (Manche) met de belangrijkste infrastructuur en aangrenzende gemeenten.

## Demografie
Onderstaande figuur toont het verloop van het inwonertal (bron: INSEE-tellingen).
Ferrières · Heussé · Husson · Sainte-Marie-du-Bois · Le Teilleul